# Justin Sun

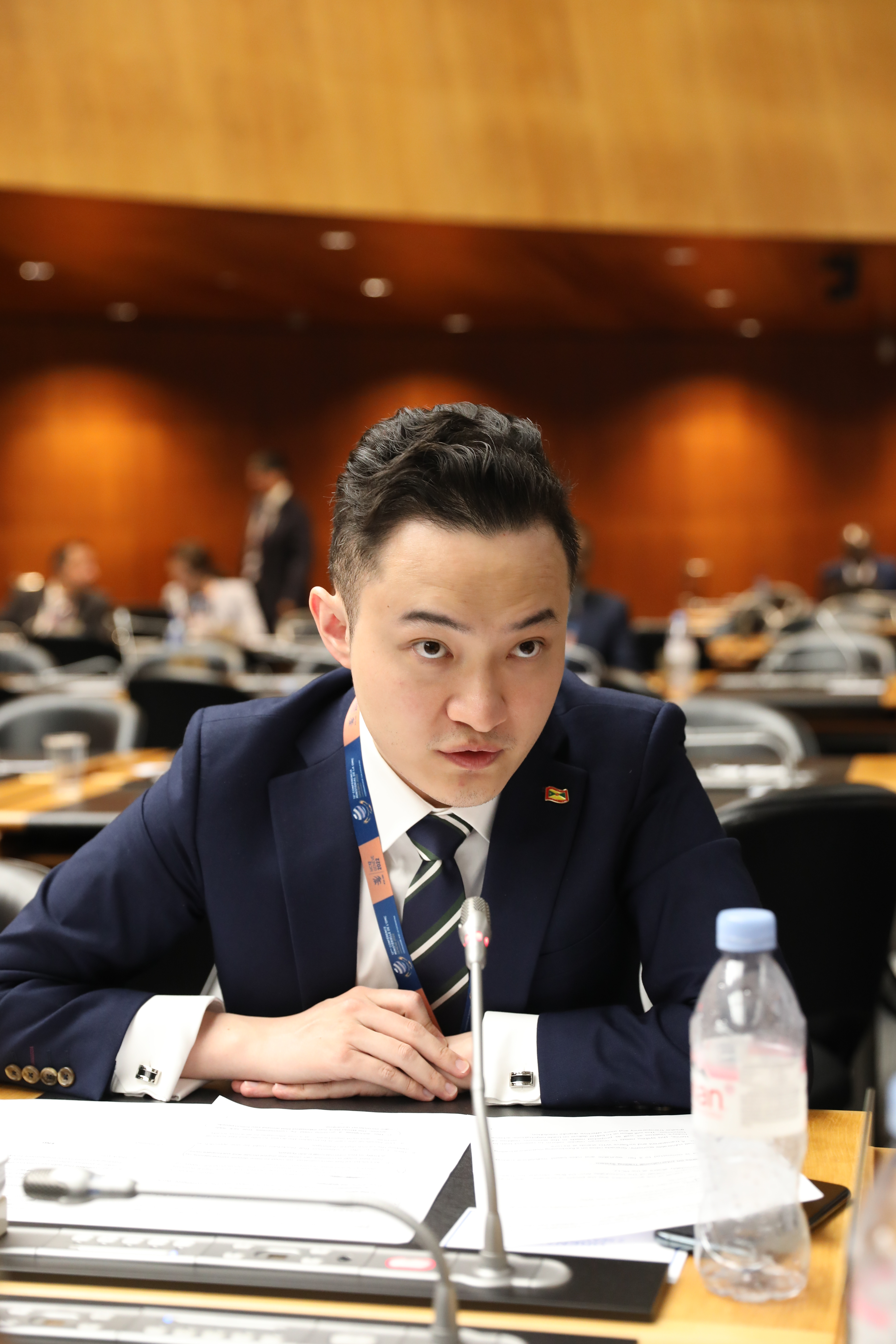
Justin Sun (2022)

Justin Sun (chinesisch: 孙宇晨; pinyin: Sūn Yǔchén; * 30. Juli 1990 in Xining) ist ein chinesisch-US-amerikanischer Unternehmer und Diplomat, der auch die Staatsbürgerschaft von St. Kitts und Nevis besitzt. Er ist der Gründer der Tron Foundation Ltd., welche die Kryptowährung Tron herausgibt. Forbes Magazine schätzte sein Vermögen im April 2025 auf 8,5 Milliarden US-Dollar.

## Laufbahn
Sun wurde 1990 in der Provinz Qinghai geboren und wuchs in Guangdong auf. Er erwarb einen Bachelor of Arts mit Hauptfach Geschichte an der Universität Peking und Master of Arts in Ostasienwissenschaften an der University of Pennsylvania. Auf seiner Website wird er als Protegé von Alibaba-Gründer Jack Ma bezeichnet. Während seiner Studienzeit in den Vereinigten Staaten wurde Sun 2012 auf Kryptowährungen aufmerksam und er gehörte zu den frühen Bitcoin-Investoren.
2013 begann Sun für Ripple Labs zu arbeiten, welches das Zahlungssystem Ripple verwaltet. 2014 gründete Sun die Blockchain-basierte Zahlungsplattform Tron und brachte 2017 den TRX-Token als interne Währung für das System auf den Markt. Im September 2017 veranstaltete sein Unternehmen Tron ein Initial Coin Offering (ICO) für den Token, wenige Tage bevor die chinesische Regierung ICOs verbot. Laut The Verge war sich Sun des bevorstehenden Verbots bewusst und drängte darauf, dass der Verkauf stattfinden sollte, bevor das Verbot bekannt gegeben werden konnte. Tron sammelte bei seinem ICO etwa 70 Millionen Dollar ein. Kurz darauf verließ Sun China und wanderte in die Vereinigten Staaten aus. 2018 übernahm Tron BitTorrent für 140 Millionen US-Dollar.
Sun wurde 2021 zum Botschafter und ständigen Vertreter der Karibikinsel Grenada bei der Welthandelsorganisation (WTO) ernannt. Infolge seiner Tätigkeit als Diplomat zog er sich aus der aktiven Tätigkeit bei Tron zurück. Sun sagte, dass „die Karibik aufgrund ihrer Nähe zu den USA mit ihren weniger strengen Vorschriften für Kryptowährungen ein sehr guter Ort für Unternehmertum geworden ist“. Im März 2023 trat Sun von seinem Amt als ständiger Vertreter Grenadas bei der WTO zurück, nachdem die vorherige Regierungspartei Grenadas, die ihn ernannt hatte, nach Wahlen im Jahr zuvor die Macht verloren hatte. Er ließ sich danach allerdings weiterhin mit der Diplomatenbezeichnung „His Excellency“ ansprechen.
Im Jahr 2023 wurde Sun von der US Securities and Exchange Commission verklagt, die ihm und seinen Unternehmen vorwarf, in betrügerischer Absicht den Preis von TRON (TRX) und BTT-Tokens in die Höhe getrieben und nicht registrierte Wertpapiere verkauft zu haben. Acht Prominente, darunter Akon, Ne-Yo, Austin Mahone, Soulja Boy, Lindsay Lohan, Jake Paul und Lil Yachty wurden angeklagt, für diese Kryptowährungen geworben zu haben, ohne offenzulegen, dass sie dafür bezahlt wurden. Alle Angeklagten, mit Ausnahme von Soulja Boy und Austin Mahone, einigten sich auf Vergleichszahlungen ohne Schuldeingeständnis.
Im Oktober 2024 wurde Sun zum „Parlamentsvorsitzenden“ und „Premierminister“ von Liberland ernannt, einer selbsternannten libertären Mikronation, welche Anspruch an eine kleine Region in den Donau-Auen an der Grenze zwischen Serbien und Kroatien erhebt (aber nicht kontrolliert).
Im Jahr 2024 investierte Sun Berichten zufolge mindestens 75 Millionen Dollar in World Liberty Financial, ein Kryptowährungsunternehmen, das von der Familie Trump kontrolliert wird. Die finanzielle Beziehung zwischen Donald Trump und Sun warf potenzielle Interessenkonflikte auf, da Suns Unternehmen gleichzeitig von der Securities and Exchange Commission untersucht wurden.
Im November 2024 erwarb Sun bei einer Auktion in New York eines der drei Rechte an der limitierten Auflage von Comedian, einem Konzeptkunstwerk von Maurizio Cattelan aus dem Jahr 2019, das aus einer mit Klebeband an die Wand geklebten Banane besteht, für 5,2 Millionen Dollar (6,2 Millionen Dollar einschließlich Gebühren). Nach seinem Kauf aß er die Banane auf der Bühne.